# 深圳湾1号
深圳湾一号（しんせんわん1ごう）は、中華人民共和国広東省深圳市深圳市南山区に建設された超高層ビル群である。 全高は最も高いもので338メートル (1,109 ft)に達する。 2014年に建設が開始され、2018年に完工した。

## ギャラリー

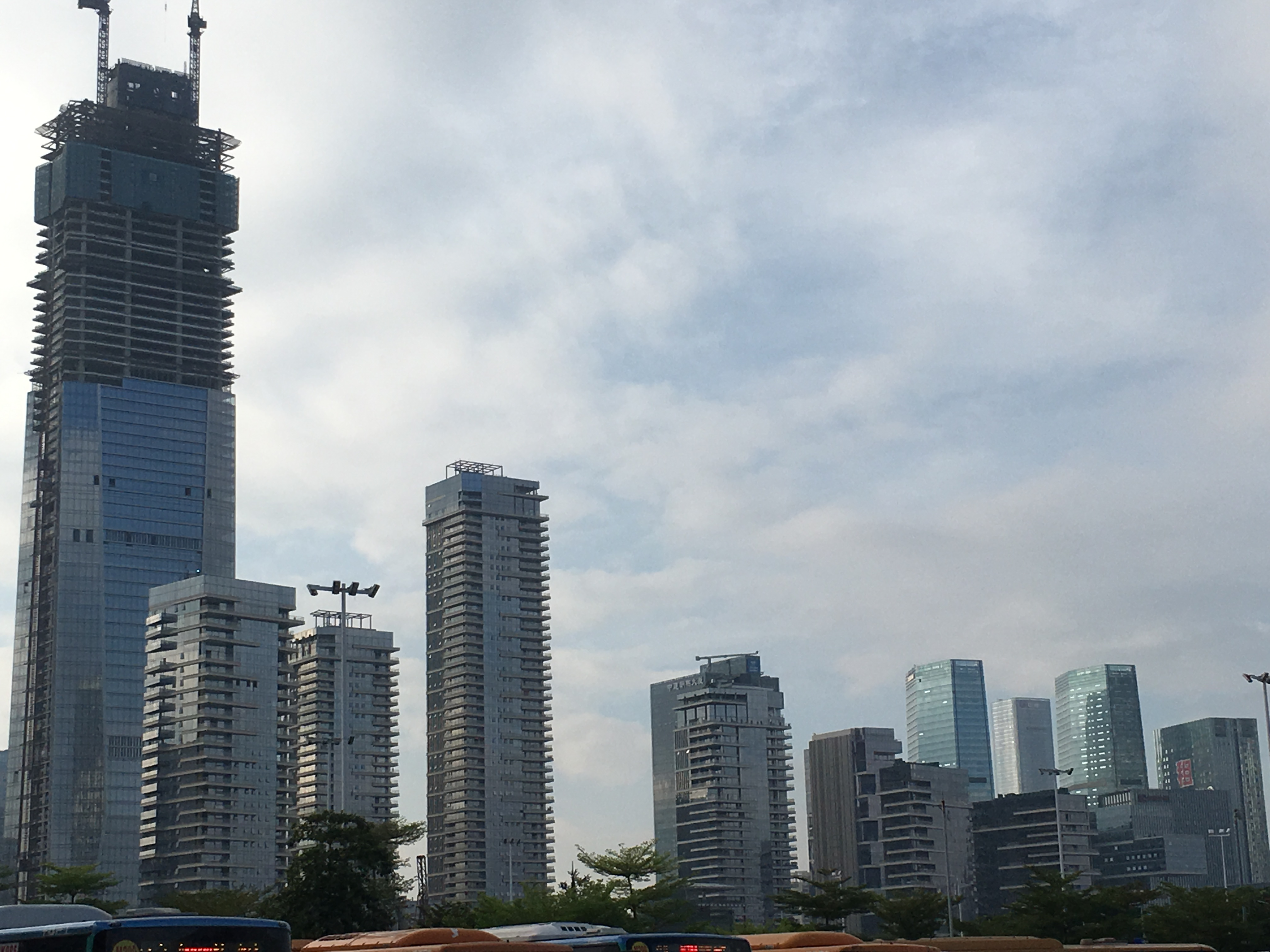
建設中の深圳湾一号（2016年）
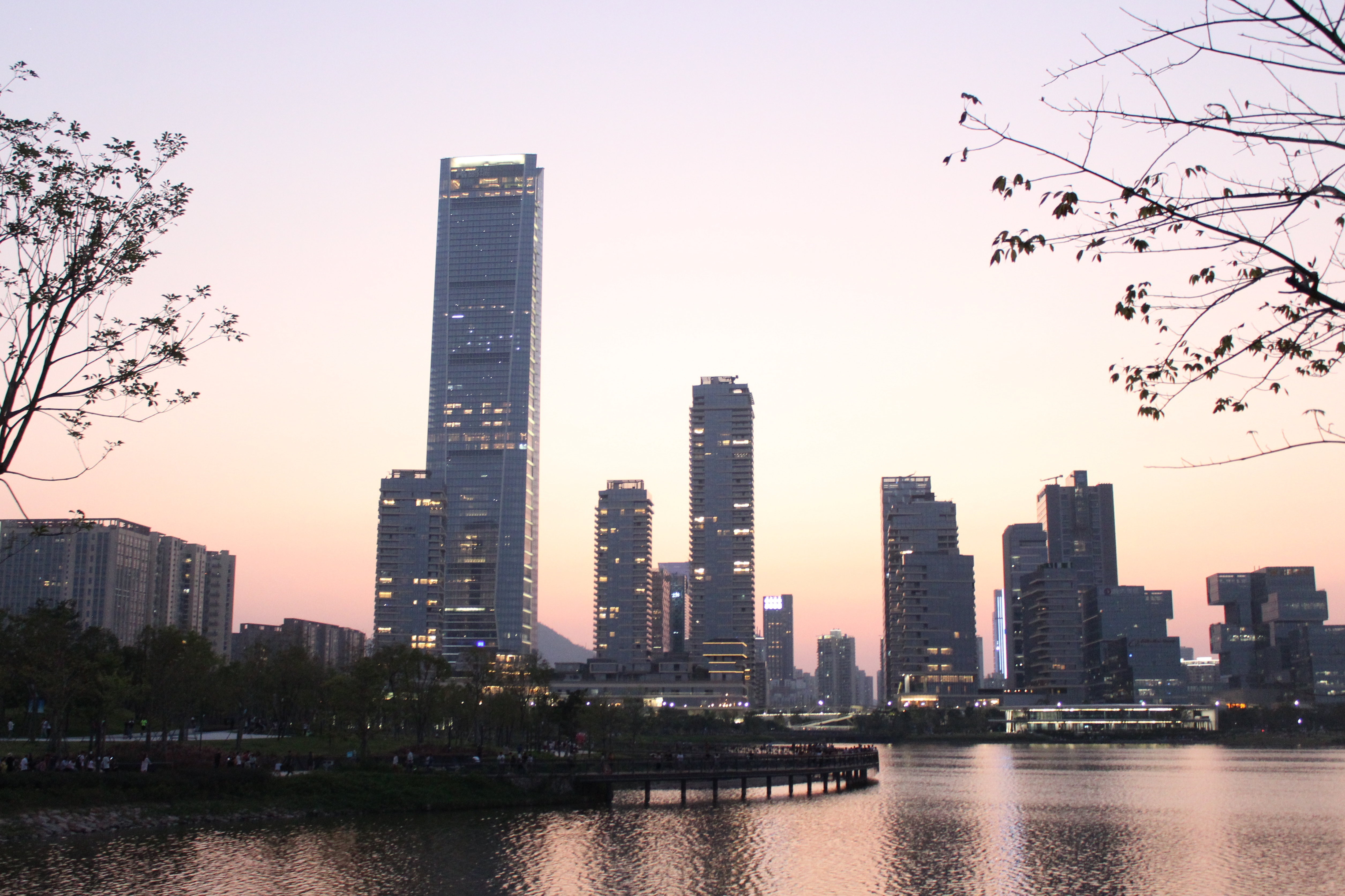
夕暮れの深圳湾一号
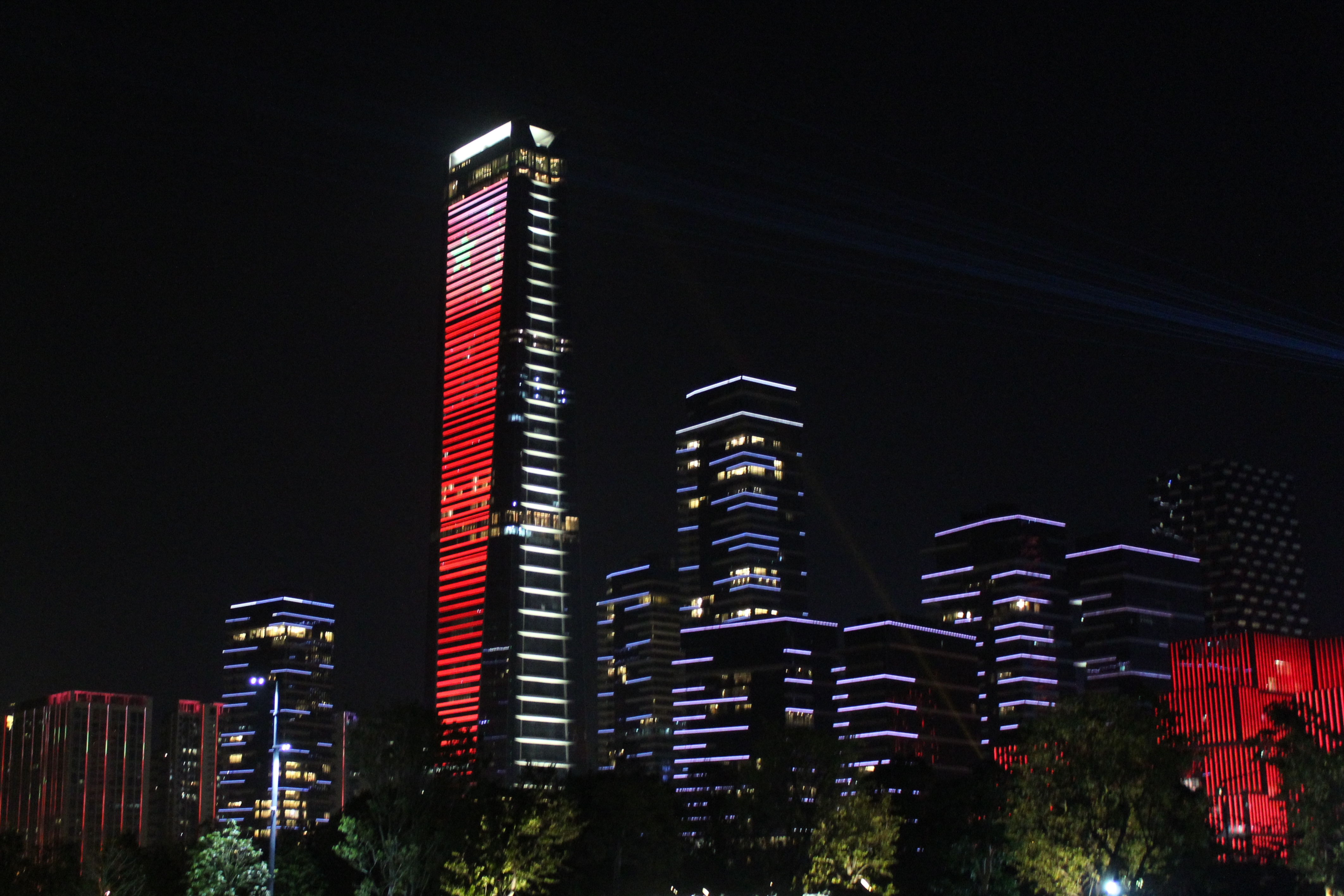
国慶（建国記念日）の深圳湾一号

## 参考
1. ↑  “深圳湾一号”. 2016年5月7日閲覧。
2. ↑  “One Shenzhen Bay”. The Skyscraper Center.  Council on Tall Buildings and Urban Habitat. 2014年11月24日閲覧。